# Colobothea rubroornata
Colobothea rubroornata es una especie de escarabajo longicornio del género Colobothea, categorizada en la tribu Colobotheini, de la subfamilia Lamiinae. Fue descrita por Zajciw en 1962.

## Descripción
Mide 9-12 mm de longitud.

## Distribución
Se distribuye por Bolivia, Brasil y Paraguay.